# سی‌پانک
سی‌پانک (به انگلیسی: Seapunk) یک خرده‌فرهنگ می‌باشد که در سال ۲۰۱۱ در تامبلر شکل گرفت. این خرده‌فرهنگ با سبکی از مد با تم‌های دریایی، هنر اینترنتی سه‌بعدی، نمادها و ارجاعاتی به فرهنگ عامه دههٔ ۹۰ میلادی مرتبط است. ظهور سی‌پانک همچنین باعث شکل‌گیری میکروژانر موسیقی الکترونیک خاص خود شد که شامل عناصری از هیپ‌هاپ جنوبی، موسیقی پاپ و آراندبی دههٔ ۹۰ میلادی بود. سی‌پانک محبوبیت محدودی پیدا نمود و به تدریج در اینترنت پخش شد، اگرچه گفته می‌شود که باعث شکل‌گیری یک صحنه خاص از باشگاه‌های شیکاگو شد.

## تصویرسازی دیجیتال سی‌پانک و استفاده از رسانه‌های شبکه‌های اجتماعی
تصاویر شامل رنگ‌های نئون چشمک‌زن و اشکال هندسی دوران که بالای اقیانوس‌هایی از آب‌های درخشان آبی یا سبز شناور هستند، در صفحات برچسب‌خورده با هشتگ #Seapunk در تامبلر یافت می‌شوند. تصویرسازی دیجیتال سی‌پانک عمدتاً از هنر اینترنتی سه‌بعدی دههٔ ۹۰ میلادی الهام گرفته است. این تصاویر به‌طور عمده باعث شکل‌گیری خرده‌فرهنگ‌های اینترنتی دیگری با تم‌های مشابه شده‌اند، مانند اسلایم‌پانک و آیس‌پانک.
رپر آزیلیا بنکس در موزیک ویدئو ترانهٔ «آتلانتیس» خود در سال ۲۰۱۲ از تصاویر سی‌پانک استفاده کرد. ریانا نیز در اجرای ترانهٔ «الماس‌ها» خود در برنامه پخش زنده شنبه شب در سال ۲۰۱۲ تحت تأثیر سی‌پانک قرار گرفت.
گفته شده است که عناصر تصاویر سی‌پانک تأثیراتی بر طراحانی مانند ورساچه و ژیوانشی داشته‌است.

## همچنین ببینید
- بیوپانک
- سایبرپانک
- موسیقی رقص الکترونیک
- ترندیز
- ویپورویو
- ادبیات داستانی آرمان‌شهری و ویران‌شهری
- پسا-اینترنت